# Анабел
„Анабел“ (на английски: Annabelle) е американски свръхествен филм на ужасите от 2014 г. на режисьора Джон Леонети, по сценарий на Гари Добърман, и е продуциран от Питър Сафран и Джеймс Уан. Той е прелюдия на филма „Заклинанието“ от 2013 г. и е вторият филм от поредицата „Заклинанието“. Филмът е вдъхновен за историята на куклата на име Анабел, разказвана от Ед и Лорейн Уорън. Във филма участват Анабел Уолис, Уорд Хортън и Алфри Удард.
Премиерата на филма се състои в TCL Chinese Theatre в Лос Анджелис на 29 септември 2014 г. и е пуснат по кината в САЩ на 3 октомври 2014 г. от „Уорнър Брос Пикчърс“ и „Ню Лайн Синема“.. Филмът получава най-вече негативни отзиви от критиката, който печели повече 257 млн. долара при производствен бюджет от 6,5 млн. долара. Прелюдията, озаглавена „Анабел 2: Сътворение“, е пусната на 11 август 2017 г., а продължението – „Анабел 3“ е пуснато на 26 юни 2019 г.